# Länglingssjön
Länglingssjön är en sjö i Strömsunds kommun i Jämtland och ingår i Ångermanälvens huvudavrinningsområde. Sjön har en area på 2,55 kvadratkilometer och ligger 315,8 meter över havet. Sjön avvattnas av vattendraget Vikan (Vallån).

## Delavrinningsområde
Länglingssjön ingår i det delavrinningsområde (706003-149249) som SMHI kallar för Utloppet av Länglingssjön. Medelhöjden är 335 meter över havet och ytan är 19,21 kvadratkilometer. Räknas de 14 avrinningsområdena uppströms in blir den ackumulerade arean 161,92 kvadratkilometer. Vikan (Vallån) som avvattnar avrinningsområdet har biflödesordning 3, vilket innebär att vattnet flödar genom totalt 3 vattendrag innan det når havet efter 212 kilometer. Avrinningsområdet består mestadels av skog (63 procent). Avrinningsområdet har 2,92 kvadratkilometer vattenytor vilket ger det en sjöprocent på 15,2 procent.